# Leonard Shepherd
Pour les articles homonymes, voir Shepherd.
Leonard Alec Shepherd (18 février 1897-10 décembre 1969) est un homme politique canadien de la Colombie-Britannique. Il est député provincial social-démocrate de la circonscription britanno-colombienne de Delta de 1937 à 1945.

## Biographie
Né à Tiddington (en) dans l'Oxfordshire en Angleterre, Shepherd s'installe dans le Lower Mainland en Colombie-Britannique en 1910. Servant lors de la Première Guerre mondiale, il travaille comme opérateur radio sur les bateaux à vapeur. En 1921, il démarre une entreprise de machinerie agricole. 
Il siège aussi conseil municipal et au conseil scolaire de Surrey.
Shepherd meurt à New Westminster en décembre 1969 à l'âge de 71 ans.
L'ancienne école secondaire Len Sheperd Secondary School était nommé en son honneur.